# Simon Gudmundi
Simon Gudmundi, död 12 maj 1491, var en svensk katolsk domprost i Linköpings stift.

## Biografi
Simon Gudmundi avlade doktorsexamen vid Universitetet i Bologna 1465 och finns nämnd som Henrik Tidemans prokurator i Rom 1466. Senare samma år fick han ett kanikprebende i Linköpings stift som blivit ledigt efter Henrik. Han blev domprost 1474 och utförde tillsammans med biskopen mycket av arbetet med att försöka få Katarina av Vadstena helgonförklarad.
Var inskriven vid Rostocks universitet som Doctor canonum 18 december 1465.

## Eftermäle
Owe Wennerholm har lagt fram hypotesen att Simon Gudmundi är Bockstensmannen.
Gottfrid Carlsson lade fram indicier för att Hemming Gadh lät röja honom ur vägen.